# Castro de Elviña
Castro de Elviña är ett monument i Spanien.   Det ligger i provinsen Provincia da Coruña och regionen Galicien, i den nordvästra delen av landet, 500 km nordväst om huvudstaden Madrid. Castro de Elviña ligger 105 meter över havet.
Terrängen runt Castro de Elviña är platt åt nordost, men åt sydväst är den kuperad. Havet är nära Castro de Elviña åt nordost. Runt Castro de Elviña är det ganska tätbefolkat, med 104 invånare per kvadratkilometer. Närmaste större samhälle är A Coruña, 4,9 km norr om Castro de Elviña. Omgivningarna runt Castro de Elviña är en mosaik av jordbruksmark och naturlig växtlighet.